# Sto za jednog

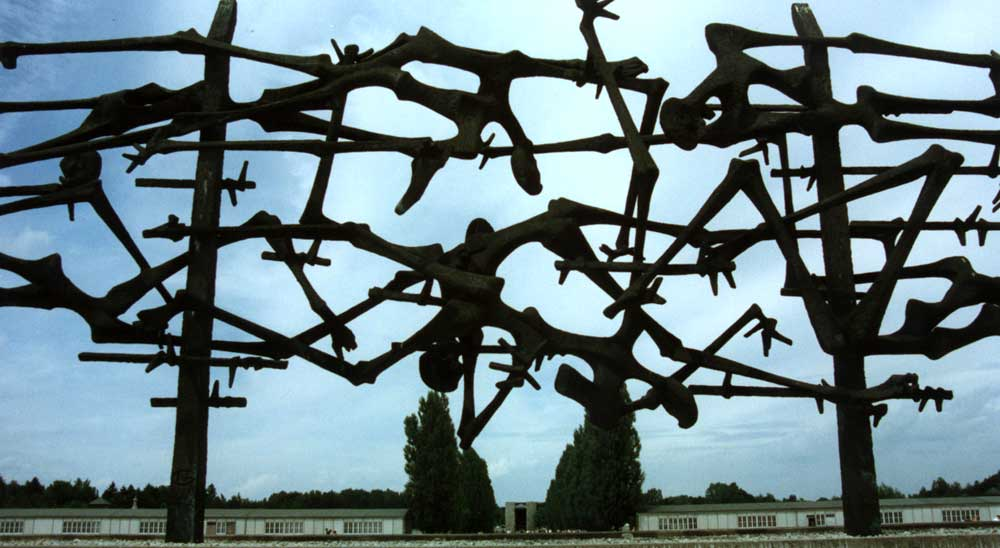
Photo du monument en 1997.

Sto za jednog (« Cent pour un ») est un monument qui rappelle la règle appliquée par les nazis pour contrer ses adversaires : cent Serbes ou Juifs pour tout soldat allemand tué. C’est une œuvre de  Nandor Glid (sh) dont l’érection au camp de concentration de Dachau a eu lieu en 1967, et l'inauguration en 1968. Une reproduction se trouve actuellement au Mémorial de Yad Vashem, en Israël. 
C’est une sculpture en bronze qui représente des corps extrêmement maigres, anguleux et disloqués, déformés et emmêlés. Les membres, allongés ou tordus à outrance semblent accrochés à des fils de fer barbelés, les bouches des têtes renversées sont grandes ouvertes, les mains se tendent, doigts écartés. Le tout donne l’impression d’un entremêlement de squelettes et de fils de fer barbelés et, par moments, ce sont les corps eux-mêmes qui semblent se faire fils de fer barbelés : les membres reproduisant les fils, les doigts, et orteils écartés représentant les barbes.
La couleur grisâtre, voire noirâtre, est en accord avec l’enjeu de l’œuvre : rendre hommage aux victimes des camps de concentration. 
L’auteur est un rescapé des camps de concentration. 
Il a produit cette sculpture à l’occasion d’un concours lancé en 1959, destiné à introduire des œuvres d’art dans le camp de Dachau transformé en musée et lieu de mémoire.